# Leonhard Stark
Leonhard Stark (3. listopadu 1894, Schamhaupten / Oberpfalz – po roce 1982, Stockholm) byl původně učitelem a ve 20. letech putovním kazatelem, jedním z Inflačních svatých.

## Život
Před válkou působil jako učitel základní školy. Jako voják v první světové válce simuloval onemocnění, strávil ji v pomocných jednotkách a vrátil se s narušeným sebevědomím. Roku 1918 se oženil s dcerou obchodníka a roku 1920 se mu narodila dcera.
Rozhodujícím pro jeho další život bylo setkání s Ludwigem Christianem Haeusserem v srpnu 1919, po kterém opustil zaměstnání i rodinu, odešel za Haeusserem do Mnichova a stal se jedním z potulných kazatelů. Prohlásil se za Diktátora vlády Krista v Německu („Diktator der Christusregierung Deutschlands“) a podobně jako ostatní se střídavě přirovnával ke Kristu, Nietzschemu, Lao-c’ a uctíval básníka Thákura. Svá vystoupení oznamoval velikášskými plakáty, hlásajícími "Loupežnou vraždu temných sil ve světě", požadoval sexuální oddanost svých stoupenkyň a poté, co utratil veškerý rodinný majetek, opustil manželku, která se s ním následně rozvedla (1923). Od roku 1922 žil s Charlotte Schlicht, se kterou měl syna a roku 1927 se s ní oženil.
Od počátku Starkovy kazatelské činnosti byly jeho proslovy zakazovány, byl opakovaně vyhoštěn z Bavorska a vyšetřován na psychiatrii a několikrát vězněn pro urážky úřadů. Hledal podporu na všech stranách a jeho časopis "Stark" zdobily na přední straně symboly srpu a kladiva společně s hákovým křížem. Starkova kandidatura do Říšského sněmu a na prezidenta nezískaly veřejnou podporu, příjmy vyschly a byl krátce vězněn. Pokus vytvořit komunu na venkově (1925) spolu s Franzem Kaiserem ani převzetí vedení „Haeusser-Bundes“ po Haeusserově smrti roku 1927 se nezdařily. Opustil dráhu kazatele a odešel za manželkou do Mnichova, od roku 1930 pracoval jako novinář v Hamburku, ale v roce 1934 přišel o místo a emigroval nejprve sám do Nizozemska a pak s celou rodinou do Švédska. Sepsal zde základy tzv. "Druhé reformace", ale v poválečném Německu nenašel stoupence.
Ve svých nepublikovaných memoárech přirovnával své působení v meziválečném Německu k revoltě mládeže roku 1968, ale historiky je hodnocen spíše jako symptom nemocné doby než jako vzpurný představitel mládeže.. Ve 20. letech se od něj distancovalo i mládežnické hnutí Wandervogel, které ho považovalo za nebezpečného blázna.

### Publikace
- Stark Leonhard, Mein Ich!!! Köln 1921
- Stark Leonhard, Mein Ich, Mein Du, Mein Du!, Werde Ich! Berlin 1929
- Stark Leonhard, Die Geschlechtsmoral von morgen. Stockholm 1956
- Stark Leonhard, Der Deutsche von Morgen. Stockholm 1958
- Stark Leonhard, Der Gott von Morgen. Stockholm 1959
- Stark Leonhard, Aristokratische Demokratie. Stockholm 1963